# Andamanen-Kuckuckstaube
Die Andamanen-Kuckuckstaube oder Rotsteißtaube  (Macropygia rufipennis), auch Nikobaren-Kuckuckstaube genannt, ist eine Art der Taubenvögel. Sie kommt ausschließlich auf den Andamanen und den Nikobaren vor. Auf den Andamanen ist diese Taubenart regional noch etwas häufiger. Auf den Nikobaren ist sie dagegen deutlich seltener. Genaue Bestandszahlen für diese Art liegen nicht vor. Die IUCN ordnet sie jedoch als potentiell gefährdete Art ein (near threatened), weil es hinreichend Indizien gibt, dass der Bestand dieser Art abnimmt.

## Erscheinungsbild

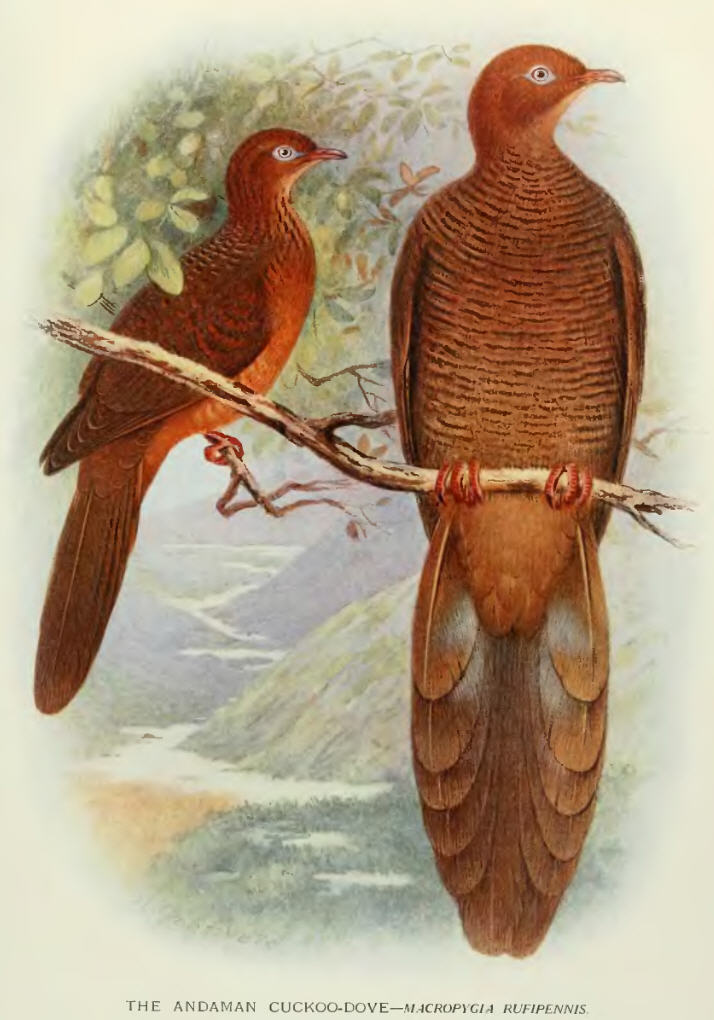
Andamanen-Kuckuckstauben, Illustration

Die Andamanen-Kuckuckstaube erreicht eine Körperlänge von 30 Zentimetern. Sie ist damit etwas kleiner als eine Stadttaube und hat verglichen mit dieser einen wesentlich längeren Schwanz. 
Beim Männchen der Andamanen-Kuckuckstaube sind Kopf und Hals rot bis rotbraun, die Kehle ist etwas aufgehellt. Die Körperunterseite ist rötlichbraun, wobei der Bauch etwas ins gelbbraune übergeht. Hals, Brust und Bauch sind fein gesperbert. Die Körperoberseite ist dunkelbraun. Der Geschlechtsdimorphismus ist gering ausgeprägt. Beim Weibchen ist der Oberkopf rostrot. Bei ihr fehlen die Streifen und Tupfen an Brust und Bauch fast vollständig.

## Lebensweise
Die Andamanentaube lebt überwiegend paarweise. Ihr Nahrungsspektrum umfasst Beeren und Früchte. Sie bewohnt immergrüne Wälder, die auf den Andamanen und Nikobaren auch noch weit verbreitet vorkommen. Sie nutzt auch Sekundärwald und kommt zur Nahrungsaufnahme auch in Gärten. Über ihre Fortpflanzungsgewohnheiten ist fast nichts bekannt.

## Belege